# Semigalianos
Los semigalianos o semigalios (en letón: Zemgaļi) era una de las tribus bálticas que habitaban Zemgale, en el centro y sur de Letonia y norte de Lituania. Resalta su historia de una larga resistencia (1219-1290) contra los cruzados germánicos, los Hermanos Livonios de la Espada y la Orden Livona.

## Personajes históricos
Existe una teoría sobre los semigalianos, el primer pueblo báltico en establecer una monarquía, aún débil en comparación con el poder de los nobles semigalianos.
Uno de los más notables caudillos semigalios fue Viestards (Viesturs). Con el fin de unir a las diferentes facciones semigalianas hostiles a la unidad de un estado único a principios del siglo XIII, Viestards formó una alianza con los cruzados alemanes para derrotar a sus enemigos en el exterior. Tras la ruptura del tratado, los cruzados invadieron sus tierras y se aliaron con los lituanos resultando la casi aniquilación de los hermandad de la espada en la batalla de Saule en 1236.
Nameitis, otro caudillo semigaliano, uníficó las tribus semigalianas y lituanas para un contraataque vengativo en tierras germánicas (Prusia). Las principales fuentes conocidas sobre sus actividades son Livländische Reimchronik y Das Zeugenverhör des Franciscus de Moliano (1312). De lo que se tiene certeza, no obstante, es que a finales de la década de 1270 un poderoso caudillo había encabezado las mayores victorias sobre los cruzados germánicos en Zemgale y Prusia oriental. 
Los semigalianos continuaron con su resistencia hasta 1290, cuando ardió su última fortaleza en Sidrabene y un gran número de semigalianos emigraron a Lituania y una vez allí siguieron su lucha contra los alemanes.